# HAKKA
株式会社HAKKA（ハッカ） / 株式会社ファッション須賀（ファッションすが）はレディース・キッズファッション、カフェレストラン経営、雑貨の企画、製造、販売の、衣・食・住3部門から成る日本の企業。

## 概要
1974年創業のレディースブランド「白花」の音読みから “HAKKA”と命名。
会社設立より一貫してHAKKAトータルディレクターの葉山啓子がチーフデザイナーを務め、ブランドのデザインのほかカフェのディレクションなど、衣・食・住すべてをコーディネートしている。
ファッションブランド「HAKKA」は、1976年発足。1987年にスポーツブランドとして「SUPER HAKKA」が登場し、その路線を継承して1990年にはストリートカジュアルブランドに転身した。

## 歴史
- 1974年4月 LADYS 「白花」ブランドで創業
- 1976年2月 株式会社ファッション須賀設立
- 1976年2月「HAKKA」「HAKKA KIDS」発足
- 1985年12月 関連会社 株式会社ハッカ設立
- 1987年 「SUPER HAKKA」発足
- 1990年5月 港区西麻布にプレスビル完成
- 1990年12月 「Rice Terrace」オープン(飲食部門スタート)
- 1992年4月 HAKKA PARIS設立。
- 1992年9月 PARIS COLLECTIONにHAKKA KIDS出展
- 1994年6月 「Madu」(雑貨部門スタート)、「Cafe Madu」オープン
- 1995年5月 HAKKA KIDSのPARISブランド「asshu*ca」発足
- 1996年3月 「SELECT SHOP iNi」、「Madu」、「Cafe Madu」、レストラン「TeTeS」で展開する「iNi」オープン
- 1998年9月 「KEI Hayama PLUS」発足
- 1998年9月 「HAKKA」を「H.A.K」に変更
- 1998年9月 「Patisserie Madu」オープン
- 2000年7月 「CHEZ MADU」オープン
- 2001年3月 「s.h 7」発足
- 2001年11月 「TRAP/U」オープン
- 2002年2月 「Ribbon hakka kids」オープン
- 2002年4月 「ROOM-Y」、「ROOM-Y CAFE」オープン
- 2002年10月 「moph」オープン
- 2003年3月 渋谷区渋谷に本社屋完成 移転
- 2003年3月 「CAVE」事業部発足
- 2003年10月 「Ribbon hakka」オープン
- 2004年11月 「Roll Madu」オープン
- 2005年12月 「Cafe Madu Pizzeria」オープン
- 2006年3月 「notsobig」オープン
- 2007年3月 「Blue Ribbon hakka」オープン
- 2007年3月 「LE WATOSA＋notsobig」オープン
- 2007年11月　「Umbilical Cord」を発足
- 2008年3月　六本木ヒルズに「Café R」オープン
- 2008年8月　仙台パルコに「Roll Madu」とファブリック専門店「Madu Fabrica」オープン
- 2008年9月　札幌に「Café Madu」と「Madu」をオープン
- 2009年2月　福岡に「Café Madu Kitchen」と「Madu」オープン
- 2008年4月　「SUPER HAKKA elf」オープン
- 2010年9月　福岡に「Ribbon hakka kids」オープン

## オリジナルブランド

### レディース
- SUPER HAKKA
- KEI Hayama PLUS
- H.A.K
- HAKKA KIDS /HAKKA BABY
- asshu・ca
- notsobig
- Umbilical Cord

### セレクトショップ
- ROOM-Y
- SUPER HAKKA elf
- LE WATOSA＋notsobig
- Ribbon hakka kids
- Blue Ribbon hakka